# Thisbe belise
Thisbe belise är en fjärilsart som beskrevs av Stoll 1781. Thisbe belise ingår i släktet Thisbe och familjen Riodinidae. Inga underarter finns listade i Catalogue of Life.